# Chorobrów (obwód tarnopolski)
Chorobrów (ukr. Хоробрів, Chorobriw) – wieś na Ukrainie, w obwodzie tarnopolskim, w rejonie tarnopolskim. W 2001 roku liczyła 171 mieszkańców. 
W II Rzeczypospolitej należała do gminy Koniuchy w powiecie brzeżańskim województwa tarnopolskiego. W 1921 roku liczyła 384 mieszkańców, w tym 316 Rusinów i 69 Polaków mieszkających w 59 zagrodach. W 1931 roku w Chorobrowie było 454 mieszkańców i 70 zagród. 
W latach 1943–1944 nacjonaliści ukraińscy z OUN-UPA zamordowali  tutaj 5 Polaków.
Dawniej wieś należała do dóbr Komorowskich. W Chorobrowie urodził się Tadeusz Komorowski.